# グンナー・グレン
グンナー・グレン（Gunnar Gren, 1920年10月31日 - 1991年11月10日）は、スウェーデン出身のサッカー選手、サッカー指導者。ポジションはフォワード（インサイドフォワード）。

## 経歴
ゴルダBKで選手キャリアをスタートさせると、1941年にIFKヨーテボリへ移籍。1949年にイタリアのACミランへ移籍、ここでスウェーデン代表の同僚であるグンナー・ノルダール、ニルス・リードホルムと共に「グレ・ノ・リ」トリオ (Gre-No-Li) として活躍し、1951年にはスクデット獲得に貢献した。その後、フィオレンティーナやジェノアCFCで7シーズンに渡ってイタリアで過ごした後、晩年は故国のスウェーデンに戻り、39歳までプレーを続けた。
スウェーデン代表としては1940年8月29日のフィンランド戦で代表デビューを飾り、1948年のロンドンオリンピック金メダル獲得に貢献。グレン自身も決勝のユーゴスラビア戦での2得点を含む3得点を挙げた。
ワールドカップには1958年のFIFAワールドカップ・スウェーデン大会が唯一の参加となった。この時、既に37歳となっていたが、中心選手として牽引し同国の準優勝に貢献した。その後、同年10月26日のデンマーク戦を最後に代表を引退。国際Aマッチ通算57試合出場32得点を記録した。
現役引退後は指導者の道へ進み、古巣のIFKヨーテボリを始め、スウェーデン国内のクラブなどで監督を務めた。
1991年11月10日に71歳の誕生日を迎えた10日後に死去、71歳没。

## タイトル
- グルドボレン：1回 (1945)
- アルスヴェンスカン得点王：1回 (1947)